# مقبره سنگ نگاره‌های یاکسوری
مقبره سنگ نگاره‌های یاکسو-ری (کره‌ای: 약수리벽화무덤) در یاکسوری، کانگسو-گون، استان پیونگان جنوبی، کره شمالی واقع شده‌اند.
این مقبره مربوط به اوایل قرن پنجم میلادی به خاطر نقاشی‌های فراوانش مورد توجه است؛ یکی از نقاشی‌ها صحنه شکار را به تصویر می‌کشد و دیگری نسخه‌ای اولیه از سیستم گرمایشی اوندول را نشان می‌دهد.
این مقبره در سال ۱۹۵۸ حفاری شد. مجموعه آرامگاه با راهرویی شروع می‌شود که از ورودی تا اتاق دفن امتداد دارد. همچنین دارای یک پیش‌تالار تقریباً مستطیل شکل با طاقچه‌های کوچک است که در دیوارهای جانبی پیش‌تالار تعبیه شده‌اند؛ یک راهرو پیش‌تالار و اتاق دفن را که تقریباً مستطیل شکل است، به هم متصل می‌کند. اتاق دفن ۵ متر ارتفاع دارد، و اتاق انتظار ۴ متر ارتفاع. سقف اتاق تدفین دارای یک سقف مثلثی متقاطع است که چهار دیوار مثلثی به سمت مرکز متمایل هستند، دو سطح مثلث متقاطع یا موجوریم و یک پوشش سنگی دارد.

## ساختار
این مقبره به همان شکل یک مقبره مربعی است اما کمی کوچکتر است و یک اتاق جلویی دارد و یک راهرو کمی در شرق دیوار جنوبی مقبره ایجاد شده است تا دو اتاق را به هم متصل کند. در دیوارهای شرقی و غربی مقبره، دیواری وجود دارد که حدود ۵۰ سانتی‌متر از کف ارتفاع دارد، ۱ متر مربع و ۱ متر عمق دارد و یک راهروی مقبره کمی به سمت شرق از طریق دیوار جنوبی مقبره وجود دارد. سقف مقبره با کج کردن چهار دیوار به سمت داخل و روی هم قرار دادن آنها در دو لایه و قرار دادن یک سنگ سرپوش روی آن ساخته شده است که همان ساختار سقف‌های مقبره نقاشی دیواری دئوگئونگ-ری و مقبره سانیئونهواچونگ است.

## نقاشی دیواری
نقاشی‌های دیواری، آشپزخانه، آسیاب و صفوف را در دیوار شرقی اتاق جلویی به تصویر می‌کشند؛ صحنه شکار، طویله (اسب‌ها) و نزدیکان آنها در دیوار غربی؛ طویله (گاوها)، صفوف و دروازه‌بان در دیوار جنوبی؛ ستون‌هایی در چهار گوشه اتاق اصلی، و همچنین یک ناقوس و یک اتاق پنجره‌دار، و در دیوار شمالی، یک اژدهای آبی، یک ببر سفید و یک پرنده قرمز نقاشی شده‌اند؛ و روی سقف، خورشید، ماه، ستارگان و ابرها نقاشی شده‌اند. با این حال، هیچ نقاشی در راهرو و دو دیوار اتاق جلویی وجود ندارد. نقاشی اتاق اصلی و چهار خدای نگهبان از اتاق جلویی به اتاق اصلی منتقل شد و نقاشی چهار خدای نگهبان بزرگتر شد و به سبک دوره میانی نزدیک شد، اما اتاق اصلی و چهار خدای نگهبان هنوز به سبک نشسته اولیه هستند و نقاشی چهار خدای نگهبان قدیمی و فرسوده است و با قضاوت از این واقعیت که اتاق مقبره به سبک قدیمی است، تخمین زده می‌شود که این مقبره متعلق به اواخر دوره اولیه باشد. 